# Ihungia River
Der Ihungia River ist ein Fluss im Osten der Nordinsel Neuseelands. Er entspringt an der Nordflanke des 563 m hohen Whakauranga und fließt in nördlicher Richtung bis zur Mündung in den Mata River.